# Badminton nos Jogos Olímpicos de Verão de 2020 - Simples masculino
O torneio de simples masculino do badminton nos Jogos Olímpicos de Verão de 2020 ocorreu entre os dias 24 de julho e 2 de agosto de 2021 no Musashino Forest Sports Plaza, em Tóquio. Um total de 42 jogadores de 36 nações participaram do torneio.
Viktor Axelsen da Dinamarca conquistou seu primeiro ouro olímpico ao derrotar o atual campeão olímpico Chen Long, da China. Ele se tornou o primeiro não asiático a vencer o torneio masculino nos Jogos Olímpicos desde seu compatriota Poul-Erik Høyer Larsen em 1996. Anthony Sinisuka Ginting da Indonésia venceu o bronze ao derrotar o atleta quatro vezes participante de Jogos Olímpicos, Kevin Cordón, da Guatemala. Ele se tornou o primeiro medalhista de badminton olímpico da juventude a vencer uma medalha nas Olimpíadas, tendo também conquistado o bronze em 2014.

## Qualificação
As nações poderiam inscrever um máximo de dois homens e duas mulheres nos torneios de simples, se ambos estivessem entre os 16 melhores do mundo; ou então, uma quota seria atribuída até o limite de 38 atletas ser completado.

## Calendário
|           | Sábado 24 jul  | Domingo 25 jul | Segunda 26 jul | Terça 27 jul   | Quarta 28 jul  | Quinta 29 jul | Sexta 30 jul | Sábado 31 | Domingo 1 ago | Segunda 2 ago |
| --------- | -------------- | -------------- | -------------- | -------------- | -------------- | ------------- | ------------ | --------- | ------------- | ------------- |
| Masculino | Fase de grupos | Fase de grupos | Fase de grupos | Fase de grupos | Fase de grupos | Oitavas       |              | Quartas   | Semi          | Final         |

## Medalhistas
| Ouro   | DEN Viktor Axelsen           |
| Prata  | CHN Chen Long                |
| Bronze | INA Anthony Sinisuka Ginting |

## Resultados

### Fase de grupos
A fase de grupos foi disputada entre 24 e 28 de julho de 2021. O vencedor de cada grupo avançou para a fase final.

#### Grupo A
| Atleta            | J | V | D | SG | SP | Pts |
| ----------------- | - | - | - | -- | -- | --- |
| KOR Heo Kwang-hee | 2 | 2 | 0 | 4  | 0  | 2   |
| JPN Kento Momota  | 2 | 1 | 1 | 2  | 2  | 1   |
| USA Timothy Lam   | 2 | 0 | 2 | 0  | 4  | 0   |

| Jogador 1          | Resultado          | Jogador 2          |
| 25 de julho, 18:00 | 25 de julho, 18:00 | 25 de julho, 18:00 |
| ------------------ | ------------------ | ------------------ |
| JPN Kento Momota   | 21–12 21–9         | USA Timothy Lam    |
| 26 de julho, 18:40 |                    |                    |
| KOR Heo Kwang-hee  | 21–10 21–15        | USA Timothy Lam    |
| 28 de julho, 20:00 |                    |                    |
| JPN Kento Momota   | 15–21 19–21        | KOR Heo Kwang-hee  |

#### Grupo C
| Atleta           | J | V | D | SG | SP | Pts |
| ---------------- | - | - | - | -- | -- | --- |
| GUA Kevin Cordón | 2 | 2 | 0 | 4  | 0  | 2   |
| HKG Ng Ka Long   | 2 | 1 | 1 | 2  | 2  | 1   |
| MEX Lino Muñoz   | 2 | 0 | 2 | 0  | 4  | 0   |

| Jogador 1          | Resultado          | Jogador 2          |
| 24 de julho, 10:20 | 24 de julho, 10:20 | 24 de julho, 10:20 |
| ------------------ | ------------------ | ------------------ |
| HKG Ng Ka Long     | 21–9 21–10         | MEX Lino Muñoz     |
| 26 de julho, 14:00 |                    |                    |
| GUA Kevin Cordón   | 21–14 21–12        | MEX Lino Muñoz     |
| 28 de julho, 18:00 |                    |                    |
| HKG Ng Ka Long     | 20–22 13–21        | GUA Kevin Cordón   |

#### Grupo D
| Atleta              | J | V | D | SG | SP | Pts |
| ------------------- | - | - | - | -- | -- | --- |
| NED Mark Caljouw    | 2 | 2 | 0 | 4  | 1  | 2   |
| ISR Misha Zilberman | 2 | 1 | 1 | 3  | 2  | 1   |
| IND B. Sai Praneeth | 2 | 0 | 2 | 0  | 4  | 0   |

| Jogador 1           | Resultado          | Jogador 2           |
| 24 de julho, 13:00  | 24 de julho, 13:00 | 24 de julho, 13:00  |
| ------------------- | ------------------ | ------------------- |
| IND B. Sai Praneeth | 17–21 15–21        | ISR Misha Zilberman |
| 26 de julho, 11:20  |                    |                     |
| NED Mark Caljouw    | 17–21 –9 21–10     | ISR Misha Zilberman |
| 28 de julho, 18:00  |                    |                     |
| IND B. Sai Praneeth | 14–21 14–21        | NED Mark Caljouw    |

#### Grupo E
| Atleta             | J | V | D | SG | SP | Pts |
| ------------------ | - | - | - | -- | -- | --- |
| DEN Viktor Axelsen | 2 | 2 | 0 | 4  | 0  | 2   |
| FIN Kalle Koljonen | 2 | 1 | 1 | 2  | 2  | 1   |
| AUT Luka Wraber    | 2 | 0 | 2 | 0  | 4  | 0   |

| Jogador 1          | Resultado          | Jogador 2          |
| 24 de julho, 19:20 | 24 de julho, 19:20 | 24 de julho, 19:20 |
| ------------------ | ------------------ | ------------------ |
| DEN Viktor Axelsen | 21–12 21–11        | AUT Luka Wraber    |
| 26 de julho, 10:40 |                    |                    |
| FIN Kalle Koljonen | 21–13 21–17        | AUT Luka Wraber    |
| 28 de julho, 18:40 |                    |                    |
| DEN Viktor Axelsen | 21–9 21–13         | FIN Kalle Koljonen |

#### Grupo F
| Atleta                 | J | V | D | SG | SP | Pts |
| ---------------------- | - | - | - | -- | -- | --- |
| TPE Wang Tzu-wei       | 2 | 2 | 0 | 4  | 1  | 2   |
| IRL Nhat Nguyen        | 2 | 1 | 1 | 3  | 2  | 1   |
| SRI Niluka Karunaratne | 2 | 0 | 2 | 0  | 4  | 0   |

| Jogador 1          | Resultado          | Jogador 2              |
| 24 de julho, 20:00 | 24 de julho, 20:00 | 24 de julho, 20:00     |
| ------------------ | ------------------ | ---------------------- |
| TPE Wang Tzu-wei   | 21–12 21–15        | SRI Niluka Karunaratne |
| 26 de julho, 19:20 |                    |                        |
| IRL Nhat Nguyen    | 21–16 21–14        | SRI Niluka Karunaratne |
| 28 de julho, 18:40 |                    |                        |
| TPE Wang Tzu-wei   | 21–12 18–21 –12    | IRL Nhat Nguyen        |

#### Grupo G
| Atleta               | J | V | D | SG | SP | Pts |
| -------------------- | - | - | - | -- | -- | --- |
| INA Jonatan Christie | 2 | 2 | 0 | 4  | 1  | 2   |
| SGP Loh Kean Yew     | 2 | 1 | 1 | 3  | 2  | 1   |
| EOR Aram Mahmoud     | 2 | 0 | 2 | 0  | 4  | 0   |

| Jogador 1            | Resultado          | Jogador 2          |
| 24 de julho, 11:00   | 24 de julho, 11:00 | 24 de julho, 11:00 |
| -------------------- | ------------------ | ------------------ |
| INA Jonatan Christie | 21–8 21–14         | EOR Aram Mahmoud   |
| 26 de julho, 20:00   |                    |                    |
| SGP Loh Kean Yew     | 21–15 21–12        | EOR Aram Mahmoud   |
| 28 de julho, 19:20   |                    |                    |
| INA Jonatan Christie | 22–20 13–21 –18    | SGP Loh Kean Yew   |

#### Grupo H
| Atleta            | J | V | D | SG | SP | Pts |
| ----------------- | - | - | - | -- | -- | --- |
| CHN Shi Yuqi      | 1 | 1 | 0 | 2  | 0  | 1   |
| MLT Matthew Abela | 1 | 0 | 1 | 0  | 2  | 0   |
| SUR Sören Opti    | 0 | 0 | 0 | 0  | 0  | 0   |

| Jogador 1          | Resultado          | Jogador 2          |
| 25 de julho, 12:40 | 25 de julho, 12:40 | 25 de julho, 12:40 |
| ------------------ | ------------------ | ------------------ |
| CHN Shi Yuqi       | 21–8 21–9          | MLT Matthew Abela  |
| 26 de julho, 20:00 |                    |                    |
| SUR Sören Opti     | Cancelado          | MLT Matthew Abela  |
| 28 de julho, 20:40 |                    |                    |
| CHN Shi Yuqi       | Cancelado          | SUR Sören Opti     |

Opti testou positivo para a COVID-19 e precisou retirar-se da competição.

#### Grupo I
| Atleta              | J | V | D | SG | SP | Pts |
| ------------------- | - | - | - | -- | -- | --- |
| JPN Kanta Tsuneyama | 2 | 2 | 0 | 4  | 0  | 2   |
| BRA Ygor Coelho     | 2 | 1 | 1 | 2  | 2  | 1   |
| MRI Julien Paul     | 2 | 0 | 2 | 0  | 4  | 0   |

| Jogador 1           | Resultado          | Jogador 2          |
| 25 de julho, 10:40  | 25 de julho, 10:40 | 25 de julho, 10:40 |
| ------------------- | ------------------ | ------------------ |
| JPN Kanta Tsuneyama | 21–8 21–6          | MRI Julien Paul    |
| 26 de julho, 14:00  |                    |                    |
| BRA Ygor Coelho     | 21–5 21–16         | MRI Julien Paul    |
| 28 de julho, 19:20  |                    |                    |
| JPN Kanta Tsuneyama | 21–14 21–8         | BRA Ygor Coelho    |

#### Grupo J
| Atleta                       | J | V | D | SG | SP | Pts |
| ---------------------------- | - | - | - | -- | -- | --- |
| INA Anthony Sinisuka Ginting | 2 | 2 | 0 | 4  | 0  | 2   |
| ROC Sergey Sirant            | 2 | 1 | 1 | 2  | 2  | 1   |
| HUN Gergely Krausz           | 2 | 0 | 2 | 0  | 4  | 0   |

| Jogador 1                    | Resultado          | Jogador 2          |
| 25 de julho, 13:20           | 25 de julho, 13:20 | 25 de julho, 13:20 |
| ---------------------------- | ------------------ | ------------------ |
| INA Anthony Sinisuka Ginting | 21–13 21–8         | HUN Gergely Krausz |
| 27 de julho, 10:00           |                    |                    |
| ROC Sergey Sirant            | 21–18 21–18        | HUN Gergely Krausz |
| 28 de julho, 18:00           |                    |                    |
| INA Anthony Sinisuka Ginting | 21–12 21–10        | ROC Sergey Sirant  |

#### Grupo K
| Atleta                    | J | V | D | SG | SP | Pts |
| ------------------------- | - | - | - | -- | -- | --- |
| GBR Toby Penty            | 2 | 2 | 0 | 4  | 0  | 2   |
| THA Kantaphon Wangcharoen | 2 | 1 | 1 | 2  | 2  | 1   |
| GER Kai Schäfer           | 2 | 0 | 2 | 0  | 4  | 0   |

| Jogador 1                 | Resultado          | Jogador 2          |
| 25 de julho, 20:00        | 25 de julho, 20:00 | 25 de julho, 20:00 |
| ------------------------- | ------------------ | ------------------ |
| THA Kantaphon Wangcharoen | 21–13 21–15        | GER Kai Schäfer    |
| 27 de julho, 10:40        |                    |                    |
| GBR Toby Penty            | 21–18 21–11        | GER Kai Schäfer    |
| 28 de julho, 20:00        |                    |                    |
| THA Kantaphon Wangcharoen | 19–21 12–21        | GBR Toby Penty     |

#### Grupo L
| Atleta                 | J | V | D | SG | SP | Pts |
| ---------------------- | - | - | - | -- | -- | --- |
| DEN Anders Antonsen    | 2 | 2 | 0 | 4  | 0  | 2   |
| AZE Ade Resky Dwicahyo | 2 | 1 | 1 | 2  | 2  | 1   |
| VIE Nguyễn Tiến Minh   | 2 | 0 | 2 | 0  | 4  | 0   |

| Jogador 1              | Resultado          | Jogador 2              |
| 25 de julho, 20:00     | 25 de julho, 20:00 | 25 de julho, 20:00     |
| ---------------------- | ------------------ | ---------------------- |
| DEN Anders Antonsen    | 21–13 21–13        | VIE Nguyễn Tiến Minh   |
| 27 de julho, 20:00     |                    |                        |
| AZE Ade Resky Dwicahyo | 21–14 21–18        | VIE Nguyễn Tiến Minh   |
| 28 de julho, 20:00     |                    |                        |
| DEN Anders Antonsen    | 21–16 21–15        | AZE Ade Resky Dwicahyo |

#### Grupo M
| Atleta              | J | V | D | SG | SP | Pts |
| ------------------- | - | - | - | -- | -- | --- |
| MAS Lee Zii Jia     | 2 | 2 | 0 | 4  | 0  | 2   |
| FRA Brice Leverdez  | 2 | 1 | 1 | 2  | 2  | 1   |
| UKR Artem Pochtarov | 2 | 0 | 2 | 0  | 4  | 0   |

| Jogador 1          | Resultado          | Jogador 2           |
| 25 de julho, 18:40 | 25 de julho, 18:40 | 25 de julho, 18:40  |
| ------------------ | ------------------ | ------------------- |
| MAS Lee Zii Jia    | 21–5 21–11         | UKR Artem Pochtarov |
| 27 de julho, 13:20 |                    |                     |
| FRA Brice Leverdez | 21–10 21–8         | UKR Artem Pochtarov |
| 28 de julho, 20:40 |                    |                     |
| MAS Lee Zii Jia    | 21–17 21–5         | FRA Brice Leverdez  |

#### Grupo N
| Atleta          | J | V | D | SG | SP | Pts |
| --------------- | - | - | - | -- | -- | --- |
| CHN Chen Long   | 2 | 2 | 0 | 4  | 0  | 2   |
| ESP Pablo Abián | 2 | 1 | 1 | 2  | 2  | 1   |
| EST Raul Must   | 2 | 0 | 2 | 0  | 4  | 0   |

| Jogador 1          | Resultado          | Jogador 2          |
| 25 de julho, 14:00 | 25 de julho, 14:00 | 25 de julho, 14:00 |
| ------------------ | ------------------ | ------------------ |
| CHN Chen Long      | 21–10 21–9         | EST Raul Must      |
| 27 de julho, 10:00 |                    |                    |
| ESP Pablo Abián    | 21–7 21–11         | EST Raul Must      |
| 28 de julho, 20:40 |                    |                    |
| CHN Chen Long      | 21–11 21–10        | ESP Pablo Abián    |

#### Grupo P
| Atleta              | J | V | D | SG | SP | Pts |
| ------------------- | - | - | - | -- | -- | --- |
| TPE Chou Tien-chen  | 2 | 2 | 0 | 4  | 1  | 2   |
| SWE Felix Burestedt | 2 | 1 | 1 | 2  | 2  | 1   |
| CAN Brian Yang      | 2 | 0 | 2 | 1  | 4  | 0   |

| Jogador 1          | Resultado          | Jogador 2           |
| 25 de julho, 10:00 | 25 de julho, 10:00 | 25 de julho, 10:00  |
| ------------------ | ------------------ | ------------------- |
| TPE Chou Tien-chen | 21–12 21–11        | SWE Felix Burestedt |
| 27 de julho, 19:20 |                    |                     |
| CAN Brian Yang     | 12–21 17–21        | SWE Felix Burestedt |
| 28 de julho, 18:40 |                    |                     |
| TPE Chou Tien-chen | 21–18 16–21 22–20  | CAN Brian Yang      |

### Fase final
A fase final foi disputada em formato eliminatório direto, entre 29 de julho e 2 de agosto de 2021, até a definição dos medalhistas.
|  | Oitavas de final             | Oitavas de final             | Oitavas de final   | Oitavas de final |                              |                              | Quartas de final    | Quartas de final             | Quartas de final             | Quartas de final    |    |    | Semifinal | Semifinal | Semifinal | Semifinal |  |  | Final | Final | Final | Final |
|  |                              |                              |                    |                  |                              |                              |                     |                              |                              |                     |    |    |           |           |           |           |  |  |       |       |       |       |
|  |                              |                              |                    |                  |                              |                              |                     |                              |                              |                     |    |    |           |           |           |           |  |  |       |       |       |       |
|  |                              |                              |                    |                  |                              |                              |                     |                              |                              |                     |    |    |           |           |           |           |  |  |       |       |       |       |
|  |                              |                              |                    |                  |                              |                              |                     |                              |                              |                     |    |    |           |           |           |           |  |  |       |       |       |       |
|  |                              |                              |                    |                  |                              |                              |                     |                              |                              |                     |    |    |           |           |           |           |  |  |       |       |       |       |
|  |                              |                              |                    |                  |                              |                              |                     |                              |                              |                     |    |    |           |           |           |           |  |  |       |       |       |       |
|  | KOR Heo Kwang-hee            | KOR Heo Kwang-hee            | 13                 | 18               |                              |                              |                     |                              |                              |                     |    |    |           |           |           |           |  |  |       |       |       |       |
|  | KOR Heo Kwang-hee            | KOR Heo Kwang-hee            | 13                 | 18               |                              |                              |                     |                              |                              |                     |    |    |           |           |           |           |  |  |       |       |       |       |
|  |                              |                              | GUA Kevin Cordón   | GUA Kevin Cordón | 21                           | 21                           |                     |                              |                              |                     |    |    |           |           |           |           |  |  |       |       |       |       |
|  | GUA Kevin Cordón             | 21                           | GUA Kevin Cordón   | GUA Kevin Cordón | 21                           | 21                           | 3                   | 21                           |                              |                     |    |    |           |           |           |           |  |  |       |       |       |       |
|  | GUA Kevin Cordón             | 21                           |                    |                  |                              |                              | 3                   | 21                           |                              |                     |    |    |           |           |           |           |  |  |       |       |       |       |
|  | NED Mark Caljouw             | 17                           | 21                 | 19               |                              |                              |                     |                              |                              |                     |    |    |           |           |           |           |  |  |       |       |       |       |
|  | NED Mark Caljouw             | 17                           | 21                 | 19               | GUA Kevin Cordón             | GUA Kevin Cordón             | 18                  | 11                           |                              |                     |    |    |           |           |           |           |  |  |       |       |       |       |
|  |                              |                              |                    |                  | GUA Kevin Cordón             | GUA Kevin Cordón             | 18                  | 11                           |                              |                     |    |    |           |           |           |           |  |  |       |       |       |       |
|  |                              | DEN Viktor Axelsen           | DEN Viktor Axelsen | 21               | 21                           |                              |                     |                              |                              |                     |    |    |           |           |           |           |  |  |       |       |       |       |
|  | DEN Viktor Axelsen           | DEN Viktor Axelsen           | DEN Viktor Axelsen | 21               | 21                           | 21                           | 21                  |                              |                              |                     |    |    |           |           |           |           |  |  |       |       |       |       |
|  | DEN Viktor Axelsen           | DEN Viktor Axelsen           |                    |                  |                              |                              | 21                  |                              |                              |                     |    |    |           |           |           |           |  |  |       |       |       |       |
|  | TPE Wang Tzu-wei             | TPE Wang Tzu-wei             | 16                 | 14               |                              |                              |                     |                              |                              |                     |    |    |           |           |           |           |  |  |       |       |       |       |
|  | TPE Wang Tzu-wei             | TPE Wang Tzu-wei             | 16                 | 14               | DEN Viktor Axelsen           | DEN Viktor Axelsen           | 21                  | 21                           |                              |                     |    |    |           |           |           |           |  |  |       |       |       |       |
|  |                              |                              |                    |                  | DEN Viktor Axelsen           | DEN Viktor Axelsen           | 21                  | 21                           |                              |                     |    |    |           |           |           |           |  |  |       |       |       |       |
|  |                              | CHN Shi Yuqi                 | CHN Shi Yuqi       | 13               | 13                           |                              |                     |                              |                              |                     |    |    |           |           |           |           |  |  |       |       |       |       |
|  | INA Jonatan Christie         | INA Jonatan Christie         | CHN Shi Yuqi       | 13               | 13                           | 11                           | 9                   |                              |                              |                     |    |    |           |           |           |           |  |  |       |       |       |       |
|  | INA Jonatan Christie         | INA Jonatan Christie         |                    |                  |                              |                              | 9                   |                              |                              |                     |    |    |           |           |           |           |  |  |       |       |       |       |
|  | CHN Shi Yuqi                 | CHN Shi Yuqi                 | 21                 | 21               |                              |                              |                     |                              |                              |                     |    |    |           |           |           |           |  |  |       |       |       |       |
|  | CHN Shi Yuqi                 | CHN Shi Yuqi                 | 21                 | 21               | DEN Viktor Axelsen           | DEN Viktor Axelsen           | 21                  | 21                           |                              |                     |    |    |           |           |           |           |  |  |       |       |       |       |
|  |                              |                              |                    |                  | DEN Viktor Axelsen           | DEN Viktor Axelsen           | 21                  | 21                           |                              |                     |    |    |           |           |           |           |  |  |       |       |       |       |
|  |                              | CHN Chen Long                | CHN Chen Long      | 15               | 12                           |                              |                     |                              |                              |                     |    |    |           |           |           |           |  |  |       |       |       |       |
|  | JPN Kanta Tsuneyama          | JPN Kanta Tsuneyama          | CHN Chen Long      | 15               | 12                           | 18                           | 14                  |                              |                              |                     |    |    |           |           |           |           |  |  |       |       |       |       |
|  | JPN Kanta Tsuneyama          | JPN Kanta Tsuneyama          |                    |                  |                              |                              | 14                  |                              |                              |                     |    |    |           |           |           |           |  |  |       |       |       |       |
|  | INA Anthony Sinisuka Ginting | INA Anthony Sinisuka Ginting | 21                 | 21               |                              |                              |                     |                              |                              |                     |    |    |           |           |           |           |  |  |       |       |       |       |
|  | INA Anthony Sinisuka Ginting | INA Anthony Sinisuka Ginting | 21                 | 21               | INA Anthony Sinisuka Ginting | 21                           | 15                  | 21                           |                              |                     |    |    |           |           |           |           |  |  |       |       |       |       |
|  |                              |                              |                    |                  | INA Anthony Sinisuka Ginting | 21                           | 15                  | 21                           |                              |                     |    |    |           |           |           |           |  |  |       |       |       |       |
|  |                              | DEN Anders Antonsen          | 18                 | 21               | 18                           |                              |                     |                              |                              |                     |    |    |           |           |           |           |  |  |       |       |       |       |
|  | GBR Toby Penty               | GBR Toby Penty               | 18                 | 21               | 18                           | 10                           | 15                  |                              |                              |                     |    |    |           |           |           |           |  |  |       |       |       |       |
|  | GBR Toby Penty               | GBR Toby Penty               |                    |                  |                              |                              | 15                  |                              |                              |                     |    |    |           |           |           |           |  |  |       |       |       |       |
|  | DEN Anders Antonsen          | DEN Anders Antonsen          | 21                 | 21               |                              |                              |                     |                              |                              |                     |    |    |           |           |           |           |  |  |       |       |       |       |
|  | DEN Anders Antonsen          | DEN Anders Antonsen          | 21                 | 21               | INA Anthony Sinisuka Ginting | INA Anthony Sinisuka Ginting | 16                  | 11                           |                              |                     |    |    |           |           |           |           |  |  |       |       |       |       |
|  |                              |                              |                    |                  | INA Anthony Sinisuka Ginting | INA Anthony Sinisuka Ginting | 16                  | 11                           |                              |                     |    |    |           |           |           |           |  |  |       |       |       |       |
|  |                              | CHN Chen Long                | CHN Chen Long      | 21               | 21                           |                              | Disputa pelo bronze | Disputa pelo bronze          | Disputa pelo bronze          | Disputa pelo bronze |    |    |           |           |           |           |  |  |       |       |       |       |
|  | MAS Lee Zii Jia              | CHN Chen Long                | CHN Chen Long      | 21               | 21                           | 21                           | Disputa pelo bronze | Disputa pelo bronze          | Disputa pelo bronze          | Disputa pelo bronze | 19 | 5  |           |           |           |           |  |  |       |       |       |       |
|  | MAS Lee Zii Jia              |                              |                    |                  |                              | 21                           |                     |                              |                              |                     | 19 | 5  |           |           |           |           |  |  |       |       |       |       |
|  | CHN Chen Long                | 8                            | 21                 | 21               |                              |                              |                     |                              |                              |                     |    |    |           |           |           |           |  |  |       |       |       |       |
|  | CHN Chen Long                | 8                            | 21                 | 21               | CHN Chen Long                | 21                           | 9                   | 21                           | GUA Kevin Cordón             | GUA Kevin Cordón    | 11 | 13 |           |           |           |           |  |  |       |       |       |       |
|  |                              |                              |                    |                  | CHN Chen Long                | 21                           | 9                   | 21                           | GUA Kevin Cordón             | GUA Kevin Cordón    | 11 | 13 |           |           |           |           |  |  |       |       |       |       |
|  |                              |                              | TPE Chou Tien-chen | 14               | 21                           | 14                           |                     | INA Anthony Sinisuka Ginting | INA Anthony Sinisuka Ginting | 21                  | 21 |    |           |           |           |           |  |  |       |       |       |       |
|  |                              |                              | TPE Chou Tien-chen | 14               | 21                           | 14                           |                     | INA Anthony Sinisuka Ginting | INA Anthony Sinisuka Ginting | 21                  | 21 |    |           |           |           |           |  |  |       |       |       |       |
|  |                              |                              |                    |                  |                              |                              |                     |                              |                              |                     |    |    |           |           |           |           |  |  |       |       |       |       |
|  |                              |                              |                    |                  |                              |                              |                     |                              |                              |                     |    |    |           |           |           |           |  |  |       |       |       |       |
|  |                              |                              |                    |                  |                              |                              |                     |                              |                              |                     |    |    |           |           |           |           |  |  |       |       |       |       |